# Ammannia multiflora
Ammannia multiflora е вид растение от семейство Lythraceae.

## Разпространение
Видът е разпространен в Австралия, Замбия, Зимбабве, Индия, Китай (Гуандун, Гуанси, Гуейджоу, Джъдзян, Дзянси, Съчуан, Фудзиен, Хайнан, Хунан и Юннан), Макао, Малави, Мозамбик, Провинции в КНР, Тайван и Хонконг.